# Ембрах
Ембрах (нім. Embrach) — громада  в Швейцарії в кантоні Цюрих, округ Бюлах.

## Географія
Громада розташована на відстані близько 110 км на північний схід від Берна, 16 км на північ від Цюриха.
Ембрах має площу 12,7 км², з яких на 20,4% дозволяється будівництво (житлове та будівництво доріг), 32,7% використовуються в сільськогосподарських цілях, 45,2% зайнято лісами, 1,7% не є продуктивними (річки, льодовики або гори).

## Демографія
2019 року в громаді мешкало 9421 особа (+6,3% порівняно з 2010 роком), іноземців було 28%. Густота населення становила 742 осіб/км².
За віковим діапазоном населення розподілялося таким чином: 21,7% — особи молодші 20 років, 61,6% — особи у віці 20—64 років, 16,7% — особи у віці 65 років та старші. Було 3922 помешкань (у середньому 2,4 особи в помешканні).
Із загальної кількості 3591 працюючого 60 було зайнятих в первинному секторі, 801 — в обробній промисловості, 2730 — в галузі послуг.